# Enceinte de Boisseron
L'enceinte de Boisseron est une fortification d'agglomération située à Boisseron, dans le département français de l'Hérault en région Occitanie.

## Localisation
L'enceinte de Boisseron est située sur la commune de Boisseron, rue de la Vieille Porte.

## Historique
La porte fortifiée de l'enceinte est inscrite au titre des monuments historiques par arrêté du 4 janvier 1995 ; le reste de l'enceinte de Boisseron est inscrit au titre des monuments historiques par arrêté du 3 mai 2006.